# Гейден Стоккел
Гейден Стоккел  (англ. Hayden Stoeckel, 10 серпня 1984) — австралійський плавець, олімпійський медаліст.

## Виступи на Олімпіадах
| Олімпіада   | Дисципліна                      | Місце |
| ----------- | ------------------------------- | ----- |
| Пекін 2008  | плавання на 100 метрів на спині | =3    |
| Пекін 2008  | плавання на 200 метрів на спині | 6     |
| Пекін 2008  | комплексна естафета 4 × 100     | 2     |
| Лондон 2012 | плавання на 100 метрів на спині | 7     |
| Лондон 2012 | комплексна естафета 4 × 100     | 3     |